# Diazométhane

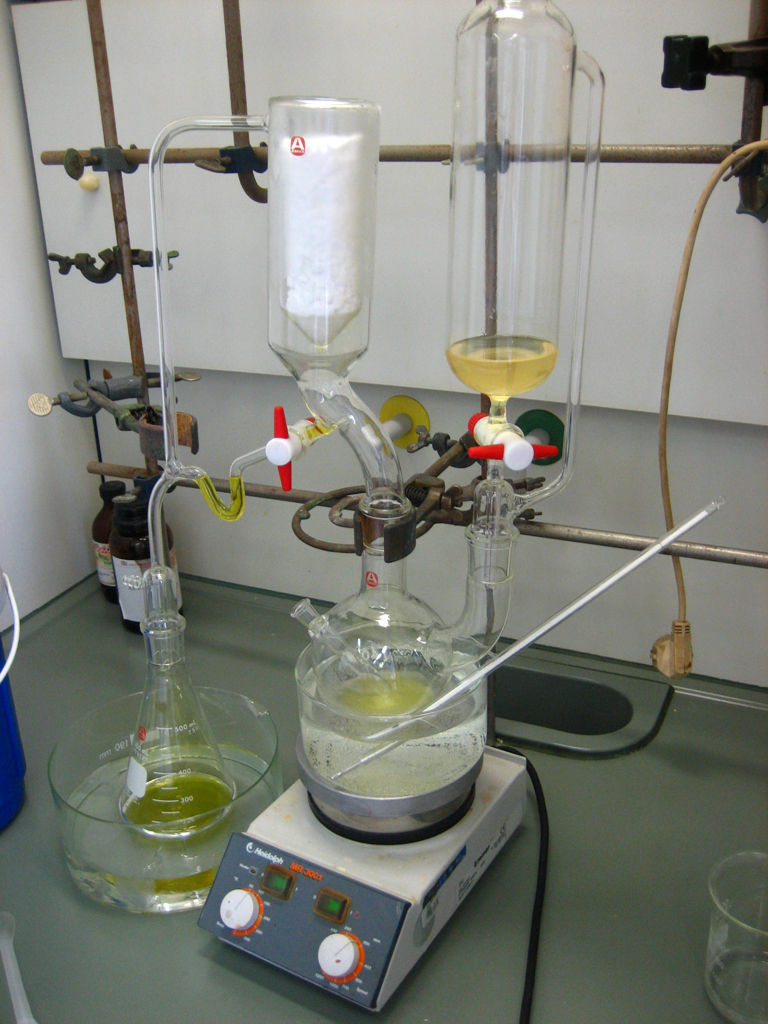
Matériel de préparation du diazométhane en laboratoire.

Le diazométhane est le composé organique de formule brute CH2N2. C'est le composé diazo le plus simple. Pur, c'est un gaz jaune, mais en pratique il est utilisé en solution dans l'éther diéthylique. Il est toxique et explosif quand il est exposé à de hautes températures ou à du verre à peine rugueux, au point qu'il existe un type de verrerie adapté à sa préparation et usage.

## Préparation
Le diazométhane est habituellement préparé en solution dans l'éther diéthylique et utilisé immédiatement.
Il est synthétisé en dissolvant du diazald (N-méthyl-N-nitroso-p-toluènesulfonamide) dans une solution d'hydroxyde de potassium (KOH) dans l'éthanol. Le diazométhane est le gaz produit, recueilli par condensation à −70 °C.
En laboratoire, le diazométhane peut être préparé en quantité millimolaire à partir de nombreux précurseurs tels que le diazald ou le MNNG (1-méthyl-3-nitro-1-nitrosoguanidine). Du diazald en solution dans de l'éther diéthylique et du diglyme réagit avec une solution aqueuse chaude d'hydroxyde de sodium (NaOH) et le diazométhane généré est extrait par distillation.
Le diazométhane est aussi libéré d'une solution de MNNG dans l'éther par addition d'un solution d'hydroxyde de potassium à basse température.
Une autre voie possible pour la synthèse du diazométhane est l'hydrolyse basique de la N-nitroso-N-méthylurée.

## Titrage
La concentration d'une solution de diazométhane peut être déterminée de deux façons :
- par traitement de la solution avec un excès d'acide benzoïque dans l'éther ; l'acide qui n'a pas réagi est titrée avec une solution de NaOH standard.
- par spectrométrie à 410 nm où son coefficient d'extinction molaire, ε est égal à 7,2.

## Réactions
Le diazométhane peut être utilisé pour convertir les acides carboxyliques en leur ester méthylique ou leurs homologues (réaction d'Arndt-Eistert).
Dans la réaction de Buchner-Curtius-Schlotterbeck (1885), le diazométhane réagit avec un aldéhyde pour former une cétone.
Le diazométhane est utilisé comme source de carbène. Il est l'un des principaux réactifs de réactions de cycloadditions dipolaires 1,3 .
Le diazométhane réagit avec une solution basique de NaDO (D = 2H, deutérium) dans D2O pour donner CD2N2.

## Composés
Beaucoup de dérivés substitués du diazométhane ont été préparés, parmi les plus importants :
- Le très stable (CF3)2CN2 (p.e. 12  à   13 °C)[7].
- Ph2CN2 (p.f. 29  à   30 °C)[8].
- Le triméthylsilyldiazométhane, (CH3)3SiCHN2 qui est commercialement disponible en solution et qui est un agent méthylant aussi bon que le diazométhane, sans être ni explosif, ni mutagène[9].
- PhC(H)N2, un liquide rouge avec p.e. < 25 °C à 1 mmHg[10].
- Le diazoacétate d'éthyle, EtO2CCHN2, comme source de carbène, aussi disponible commercialement car stabilisé par la fonction ester[11].

## Sécurité
Le diazométhane est toxique par inhalation et contact avec la peau ou les yeux (TLV 0,2 ppm). Les symptômes incluent douleurs thoraciques, maux de tête, faiblesse générale et dans les cas sévères, collapsus. Des morts par empoisonnement avec le diazométhane ont été reportées. Dans un cas, un laborantin qui avait mangé un hamburger à côté d'une hotte aspirante où il avait préparé une large quantité de diazométhane, est mort quatre jours après d'une pneumonie fulgurante. Le diazométhane peut exploser s'il est en contact avec un joint en verre rodé ou s'il est chauffé à plus de 100 °C. Conséquemment, une verrerie spéciale sans éraflure ni rayure et un écran de protection doivent être employés lors de son usage.